# Pieniążkowo (jezioro)
Pieniążkowo – jezioro położone na Kociewiu na południowym skraju Pojezierza Starogardzkiego (gmina Gniew, powiat tczewski, województwo pomorskie) na północ od Pieniążkowa przy drodze krajowej nr 91.
Powierzchnia całkowita: 26,2 ha.